# Сайдыкум
Сайдыкум (кирг. Сайдыкум) — село в Базар-Коргонском районе Джалал-Абадской области Кыргызстана. Административный центр Сайдыкумского айылного аймака.

## География
Село расположено в юго-восточной части области, к югу от реки Кара-Ункюр, на расстоянии приблизительно 11 километров (по прямой) к юго-западу от города Базар-Коргон, административного центра района. Абсолютная высота — 588 метров над уровнем моря.

## Население
Согласно оценочным данным Национального статистического комитета Кыргызской Республики, численность населения села на начало 2023 года составляла 251 человек.
| год     | 2009 | 2014 | 2015 | 2020 | 2021 | 2023 |
| ------- | ---- | ---- | ---- | ---- | ---- | ---- |
| человек | 244  | 193  | 204  | 249  | 238  | 251  |